# DeStijl
Pour les articles homonymes, voir De Stijl (homonymie).
DeStijl est un groupe de rock français, originaire de Montpellier, dans l'Hérault. Il chante en anglais, à formation variable s'articulant autour du créateur et principal compositeur du groupe P. DeStijl. Le nom du groupe est une référence au mouvement et à la revue artistique hollandaise De Stijl créés en 1917 par Piet Mondrian et Theo van Doesburg. Le groupe est donc basé pour moitié à Montpellier et pour moitié à Manchester.

## Biographie
Le groupe est formé en 1995 par P. DeStijl et John Cleary. Il sort son premier album éponyme et auto-produit en 1997, suivi d'un EP en 1998, intitulé Trip Factor EP,. John Cleary arrête ensuite la musique et le groupe sort en 1999 son nouvel album, intitulé De:construction, qui voit l'arrivée de Pat Roberts à la guitare et d'Agnete Thuland au chant, P. DeStijl composant tous les titres et abandonnant le chant principal pour ne faire que des chœurs.
Une pause de 10 ans s'ensuit avant la publication en 2010 d'un EP, From Ashes to Lust, et d'un troisième album, intitulé The White Stripes, hommage au groupe du même nom qui avait nommé son second album De Stijl en 2000. Cet album voit l'arrivée de Fred Vernay au chant et se veut un crossover entre Joy Division et Depeche Mode selon plusieurs critiques. Cet opus présent la particularité d'être décliné en trois versions : rock (The White Stripes), acoustique (Knock on Wood) et electro (Substance).
De 2010 à 2019, la formation se stabilise autour du trio P.DeStijl/Pat Roberts/Fred Vernay, rejoint en 2012 par Éric Manchon à la batterie. Le groupe enregistre son quatrième album à l'hiver 2012 à Manchester avec le multi-instrumentiste Yves Altana à la réalisation. Trois musiciens invités figurent sur cet album Peter Hook (ex-bassiste de Joy Division et New Order), Julie E Gordon (ex-choriste de Happy Mondays) et Vincent Ferrand au piano.
En 2016, le groupe est retourné enregistrer à Manchester son cinquième album, intitulé Debut avec cette fois encore des invités mancuniens (Julie E. Gordon), Monica Ward et Louise Turner aux chœurs,. L'album est ensuite mixé par Danny Saber, producteur et ancien membre du groupe Black Grape. En 2019, la formation du groupe est remaniée et un nouvel album est enregistré, à nouveau à Manchester avec des chanteurs invités sur chaque chanson. Cet album intitulé Greatest Hits vol.2 est mixé par Jim Spencer et n'est disponible qu'en édition limitée. Scott Jeffreys, invité au chant sur 2 titres, devient alors le nouveau chanteur du groupe, emmenant avec lui Jason Coverdale à la batterie.
Il s'ensuit la composition et l'enregistrement d'un nouvel album intitulé "A Lot of Good Things will come to You" qui est distribué en 2023 par l'indépendant inoui distribution.
Entre-temps, le groupe avait enregistré un album instrumental avec un quatuor à cordes intitulé "Pull my Strings" qui est considéré comme un projet à part du groupe avant de devenir une nouvelle formation à part entière articulée autour de ce quatuor et de ces compositions.
En 2024 s'ensuit l'écriture d'un nouvel album instrumental intitulé "Blandices & Paréidolies" qui est lui aussi un side-project" puisque ni Jason Coverdale ni Scott Jeffreys n'y participent. Cet album est une expérimentation mélangeant musique électronique et quatuor à cordes.
2025 voit le groupe enregistrer son 10è album, composé de 11 nouveaux titres composés ensemble en 2024 et en 5 jours dans un local de répétition autour de Montpellier.

## Membres

### Derniers membres
- P. DeStijl — synthétiseurs, chant, programmations
- Pat Roberts — guitares
- Scott Jeffreys — chant
- Jason Coverdale — batterie

### Anciens membres
- John Cleary — guitares (1995—1998)
- Agnete Thuland — chant (1999—2000)
- Fred Vernay — chant (2010—2019)

### Musiciens additionnels
- Arnaud Monteil — basse (1996—1997) (studio)
- Stéphanie Grisel — chœurs (1996—1997) (studio)
- Delphine Gorriz-Ballester — chœurs (1996—1998) (live et studio)
- Gaël Fonrouge — basse (1999—2000) (live)
- Chris Castejon — basse (2010—2011) (studio)
- Laurent Guillot — batterie (2010—2011) (live et studio)
- Olivier Triboulet — basse (2011) (live)
- Delphine Bayard — batterie (2011) (live)
- Éric Manchon — batterie (2012—2019) (live et studio)
- Maud Saintin — chœurs, claviers (2012-2019)
- Peter Hook — basse (2012) (studio)
- Yves Altana — basse, claviers, guitare (2012) (studio)
- Julie Gordon — chœurs (2012—2016) (studio)
- Vincent Ferrand  — piano (studio)
- Monica Ward — chœurs (2016) (studio)
- Louise Turner — chœurs (2016) (studio)
- Danny Saber — claviers (2016) (studio)
- Rikki Turner — chant (2020) (studio)
- Liam Croker — chant (2020) (studio)
- Paul « Kermit » Leveridge — chant (2020) (studio)
- Howie B  — programmation & remix (studio)
- Katie Ware (Little Sparrow) — Chœurs (2022) (studio)
- Andy DIagram — trompette (2022) (studio)
- Eugénie Loison  — violon (2022-présent) (live et studio)
- Mélanie Arnal  — violon (2022-présent) (live et studio)
- René Clément — alto (2022-présent) (live et studio)
- Janice Renau  — violoncelle (2022-présent) (live et studio)

## Discographie

### Albums studio
- 1997 : DeStijl (11 titres)
- 1999 : de:construction (10 titres)
- 2011 : The White Stripes (11 titres)
- 2011 : Substance (12 titres)
- 2011 : Knock on Wood (11 titres)
- 2014 : Something Wicked this Way Comes (12 titres)
- 2018 : Debut (10 titres)
- 2020 : Greatest Hits vol. 2  (10 titres)
- 2022 : Pull my Strings (10 titres)
- 2023 : A Lot of Good Things Will Come to You (12 titres)
- 2024 : Blandices & Paréidolies (10 titres)

### EP
- 1998 : Trip Factor EP (4 titres)
- 2010 : From Ashes to Lust (4 titres)
- 2013 : On the Run (6 titres)

### Compilations
- 1996 : Warmth (2 titres)
- 1997 : Popline (2 titres)
- 1998 : Panorama (2 titres)
- 2011 : Disquaire Day (1 titre)
- 2011 : Visions Magazine Sampler (1 titre) (en numérique uniquement)
- 2014 : Montpellier City Rock (2 titres)
- 2025 : Serial Immortality (12 titres)